# Thomas Inskip, 1. Viscount Caldecote

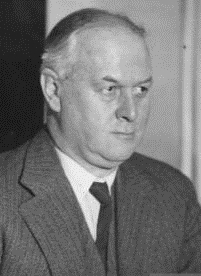
Sir Thomas Inskip (1936)

Thomas Walker Hobart Inskip, 1. Viscount Caldecote CBE, PC, KC (* 5. März 1876 in Clifton; † 11. Oktober 1947 in Godalming, Surrey) war ein britischer Politiker und Anwalt.

## Leben
Seine Eltern waren der Anwalt James Inskip und dessen zweite Ehefrau Constance Sophia Louisa. James Inskip, später Bischof von Barking, war sein älterer Halbbruder und Sir John Hampden, später Oberbürgermeister von Bristol, sein jüngerer Bruder. Er besuchte das Clifton College von 1886 bis 1894 und studierte von 1894 bis 1897 am King’s College in Cambridge. Zwei Jahre später wurde er in den Inner Temple, eine der vier Anwaltskammern für England, aufgenommen.
Er diente beim militärischen Nachrichtendienst und von 1918 bis 1919 im Admiralstab als Chef der Abteilung für Seerecht. 1918 wurde er Mitglied des House of Commons für den Wahlkreis Bristol Central. 1920 wurde er als Commander in den Order of the British Empire aufgenommen. Zwei Jahre später wurde er zum Knight Bachelor geschlagen und zum Solicitor General ernannt.
1928 wurde er zum Attorney General berufen, dieses Amt hatte er bis zum Regierungswechsel 1929 inne. Im gleichen Jahr verlor er bei der Parlamentswahl sein Mandat. 1931 erhielt er in der Regierung von Ramsay MacDonald dieses Amt erneut, nachdem er seinen Parlamentssitz bei einer Nachwahl im Wahlkreis Fareham zurückgewonnen hatte. 1935 klagte er Edward Russell, 26. Baron de Clifford, wegen Totschlags an. Dies war das letzte Mal, dass ein Strafprozess gegen einen Peer vor dem House of Lords stattfand.
Inskip wurde 1936 der erste Minister for Coordination of Defence. Diese Berufung war äußerst umstritten, da er bis zu diesem Zeitpunkt keinerlei Erfahrungen im Bereich der Verteidigungspolitik hatte. Im Frühjahr 1939 wurde er durch Lord Chatfield abgelöst und wurde Minister für die Dominions. Im gleichen Jahr wurde er als Viscount Caldecote in den erblichen Adelsstand erhoben und zum Lordkanzler bestellt, jedoch im folgenden Jahr abberufen und erneut zum Minister für die Dominions ernannt. Durch seine Erhebung in den Adelsstand verlor er seinen Sitz im House of Commons und hatte fortan einen erblichen Sitz im House of Lords inne. Danach diente er als Lord Chief Justice of England and Wales von 1940 bis 1946.

## Familie
Inskip heiratete 1914 Lady Augusta Helen Elizabeth Boyle, eine Tochter von David Boyle, 7. Earl of Glasgow, und Witwe des schottischen Politikers Charles Lindsay Orr-Ewing. Er starb am 11. Oktober 1947 im Alter von 71 Jahren in Godalming, sein einziger Sohn Robert Andrew Inskip (1917–1999) wurde Erbe seines Adelstitels. Seine Frau starb 1967 im Alter von 90 Jahren.